# Dinumma philippinensis
Dinumma philippinensis là một loài bướm đêm trong họ Noctuidae.